# Athenea del Castillo
Athenea del Castillo Beivide (Solares, 24 ottobre 2000) è una calciatrice spagnola, attaccante del Real Madrid e della nazionale spagnola.

## Biografia
È fidanzata con Isra Perez, anch'egli calciatore.

## Carriera

### Club
Nel 2019 viene ceduta al Deportivo La Coruña, militante in massima serie spagnola. Segna il suo primo gol con il club galiziano il 19 gennaio 2020 nella gara di campionato contro il Betis.  La stagione successiva colleziona 9 reti, tuttavia la squadra retrocede in seconda serie.
Nell'estate 2021 firma un contratto con il Real Madrid, trovando il suo primo gol con le merengues il 14 dicembre dello stesso anno, nella vittoria per 2-0 ai danni del Villarreal.

### Nazionale
Nel 2019 ha vinto, con la nazionale di categoria, l'Europeo Under-19.
Fa il suo esordio con la nazionale maggiore il 23 ottobre 2020, nella gara amichevole vinta 4-0 contro la Repubblica Ceca, mentre il suo primo gol in nazionale è targato 21 settembre 2021, nella netta vittoria delle iberiche per 7-0 contro l'Ungheria.
Nel 2022 è stata convocata dalla nazionale spagnola per gli Europei, nei quali la selezione iberica esce ai quarti di finale e l'anno successivo per il vittorioso mondiale disputato in Australia e Nuova Zelanda.

## Statistiche
Statistiche aggiornate al 30 maggio 2025.
| Stagione                   | Squadra                    | Campionato                 | Campionato | Campionato | Coppe nazionali | Coppe nazionali | Coppe nazionali | Coppe continentali | Coppe continentali | Coppe continentali | Altre coppe | Altre coppe | Altre coppe | Totale | Totale |
| Stagione                   | Squadra                    | Comp                       | Pres       | Reti       | Comp            | Pres            | Reti            | Comp               | Pres               | Reti               | Comp        | Pres        | Reti        | Pres   | Reti   |
| -------------------------- | -------------------------- | -------------------------- | ---------- | ---------- | --------------- | --------------- | --------------- | ------------------ | ------------------ | ------------------ | ----------- | ----------- | ----------- | ------ | ------ |
| 2017-2018                  | Racing Santander           | PF                         | 24         | 15         |                 | -               | -               |                    | -                  | -                  |             | -           | -           | 24     | 15     |
| 2018-2019                  | Racing Santander           | PF                         | 22         | 2          |                 | -               | -               |                    | -                  | -                  |             | -           | -           | 22     | 2      |
| Totale Racing Santander    | Totale Racing Santander    | Totale Racing Santander    | 46         | 17         |                 |                 |                 |                    | -                  | -                  |             | -           | -           | 46     | 17     |
| 2019-2020                  | Deportivo La Coruña        | PD                         | 17         | 2          | CR              | 2               | 1               |                    | -                  | -                  |             | -           | -           | 19     | 3      |
| 2020-2021                  | Deportivo La Coruña        | PD                         | 32         | 9          | CR              | 0               | 0               |                    | -                  | -                  |             | -           | -           | 32     | 9      |
| Totale Deportivo La Coruña | Totale Deportivo La Coruña | Totale Deportivo La Coruña | 49         | 11         |                 | 2               | 1               |                    | -                  | -                  |             | -           | -           | 51     | 12     |
| 2021-2022                  | Real Madrid                | PD                         | 29         | 5          | CR              | 3               | 0               | WCL                | 10                 | 0                  | SS          | 1           | 0           | 43     | 5      |
| 2022-2023                  | Real Madrid                | PD                         | 30         | 6          | CR              | 4               | 1               | WCL                | 8                  | 3                  | SS          | 1           | 0           | 43     | 10     |
| 2023-2024                  | Real Madrid                | PD                         | 30         | 8          | CR              | 2               | 1               | WCL                | 8                  | 2                  | SS          | 1           | 0           | 41     | 11     |
| 2024-2025                  | Real Madrid                | PD                         | 27         | 6          | CR              | 4               | 0               | WCL                | 8                  | 2                  | SS          | 2           | 0           | 41     | 8      |
| Totale Real Madrid         | Totale Real Madrid         | Totale Real Madrid         | 116        | 25         |                 | 13              | 2               |                    | 34                 | 7                  |             | 5           | 0           | 168    | 34     |
| Totale carriera            | Totale carriera            | Totale carriera            | 211        | 53         |                 | 15              | 3               |                    | 34                 | 7                  |             | 5           | 0           | 265    | 63     |

## Palmarès

### Nazionale
- UEFA Women's Nations League: 1

2023-2024
- Campionato mondiale: 1

2023
- Campionato d'Europa under 19: 1

2018